# Орловець (Болгарія)
Орло́вець (болг. Орловец) — село у Великотирновській області Болгарії. Входить до складу общини Польський Тримбеш.

## Населення
За даними перепису населення 2011 року у селі проживали 432 особи.
Національний склад населення села:
| Національність   | Кількість осіб | Відсоток |
| ---------------- | -------------- | -------- |
| болгари          | 165            | 74,0%    |
| турки            | 26             | 11,7%    |
| цигани           | 0              | 0%       |
| інша             | 14             | 6,3%     |
| не визначились   | 18             | 8,1%     |
| Всього відповіли | 223            |          |

Розподіл населення за віком у 2011 році:
Динаміка населення: